# بخش کایتال
بخش کایتال (به انگلیسی: Kaithal district) یک منطقهٔ مسکونی در هند است که در Karnal division واقع شده‌است. بخش کایتال ۲٬۳۱۷ کیلومتر مربع مساحت و ۱٬۰۷۴٬۳۰۴ نفر جمعیت دارد.